# Холдеа (Хунедоара)
Холдеа (рум. Holdea) насеље је у Румунији у округу Хунедоара у општини Лапуђу Де Жос. Oпштина се налази на надморској висини од 281 m.

## Становништво
Према подацима из 2002. године у насељу је живело 80 становника, од којих су сви румунске националности.